# Axiom Mission 4
Axiom Mission 4 även känd som Ax-4 är uppdragsbeteckningen för den fjärde privata bemannade rymdfärden med en Dragon 2-rymdfarkost från SpaceX till den Internationella rymdstationen (ISS). Flygningen beställdes av företaget Axiom Space. Farkosten sköts upp med en Falcon 9-raket, från Kennedy Space Center LC-39A, den 25 juni 2025.
Flygningen transporterar Peggy Whitson, Shubhanshu Shukla, Sławosz Uznański och Tibor Kapu till ISS, för en arton dagar lång vistelse ombord på rymdstationen.
Farkosten dockade med rymdstationen den 26 juni 2025.
Farkosten lämnade rymdstationen den 14 juli 2025, den 15 juli återinträdde den i jordens atmosfär och landade i Stilla havet utanför San Diego.

## Besättning
| Befälhavare    | Peggy Whitson Hennes femte rymdfärd    |
| Pilot          | Shubhanshu Shukla Hans första rymdfärd |
| Flygingenjör 1 | Sławosz Uznański Hans första rymdfärd  |
| Flygingenjör 2 | Tibor Kapu Hans första rymdfärd        |

## Backup
| Befälhavare    | / Michael López-Alegría |
| Pilot          | Prasanth Nair           |
| Flygingenjör 2 | Gyula Cserényi          |